# (12704) Tupolev
(12704) Tupolev est un astéroïde de la ceinture principale.

## Description
(12704) Tupolev est un astéroïde de la ceinture principale. Il fut découvert le 24 septembre 1990 à Naoutchnyï par Lioudmila Jouravliova et Galina Kastel. Il présente une orbite caractérisée par un demi-grand axe de 2,64 UA, une excentricité de 0,20 et une inclinaison de 1,2° par rapport à l'écliptique.

## Compléments